# TTC33
TTC33 (англ. Tetratricopeptide repeat domain 33) – білок, який кодується однойменним геном, розташованим у людей на 5-й хромосомі. Довжина поліпептидного ланцюга білка становить 262 амінокислот, а молекулярна маса — 29 411.
| 10         |  | 20         |  | 30         |  | 40         |  | 50         |
| ---------- |  | ---------- |  | ---------- |  | ---------- |  | ---------- |
| MASFGWKRKI |  | GEKVSKVTSQ |  | QFEAEAADEK |  | DVVDNDEGNW |  | LHAIKRRKEI |
| LLEGCAEKSK |  | QLKDEGASLA |  | ENKRYREAIQ |  | KWDEALQLTP |  | NDATLYEMKS |
| QVLMSLHEMF |  | PAVHAAEMAV |  | QQNPHSWESW |  | QTLGRAQLGL |  | GEIILAIRSF |
| QVALHIYPMN |  | PEIWKEDLSW |  | ARTLQEQQKV |  | AQRIKKSEAP |  | AEVTHFSPKS |
| IPDYDFESDE |  | IVAVCAAIAE |  | KEKTVSANKT |  | MVIVSASGAI |  | ETVTEKEDGA |
| TPPDGSVFIK |  | AR         |  |            |  |            |  |            |

A: Аланін

C: Цистеїн

D: Аспарагінова кислота

E: Глутамінова кислота

F: Фенілаланін

G: Гліцин

H: Гістидин

I: Ізолейцин

K: Лізин

L: Лейцин

M: Метіонін

N: Аспарагін

P: Пролін

Q: Глутамін

R: Аргінін

S: Серин

T: Треонін

V: Валін

W: Триптофан

Кодований геном білок за функцією належить до фосфопротеїнів. 